# Henri Weise
Henri Weise (* 13. Juli 1954 in Pößneck; † Mai 1977 in Berlin) war ein Todesopfer an der Berliner Mauer.

## Leben
Henri Weise wuchs als ältester Sohn bei seinen Eltern mit den beiden Brüdern in Ranis auf. Sein Vater war als Kraftfahrer tätig, seine Mutter als Verkäuferin. 1973 ließen sich die Eltern scheiden, woraufhin der Vater nach Berlin zog. Während seiner Schulzeit war Weise bei der FDJ aktiv. Im VEB Carl Zeiss Jena nahm er eine Lehre zum Werkzeugmacher auf, die er 1974 abschloss. Er wurde Mitglied beim FDGB und in der Gesellschaft für Deutsch-Sowjetische Freundschaft. Nach der Lehre arbeitete er in verschiedenen Berufen.
Seinen ersten Ausreiseantrag stellte er im Mai 1976. Im August 1976 wurde er bei Wittenberge an einem grenznahen Elbdeich wegen des „Verdacht[s] des versuchten ungesetzlichen Grenzübertritts“ festgenommen und inhaftiert. Während der Haftzeit beantragte er die Aberkennung seiner Staatsbürgerschaft beim Staatsrat der DDR. Er bat die Ständige Vertretung der Bundesrepublik Deutschland um politisches Asyl. Nachdem er weitere Fluchtabsichten abstritt, wurde er im Oktober 1976 aus der Haft entlassen. Ein weiterer Ausreiseantrag wurde im November 1976 abgelehnt.
Bei der Abteilung Inneres des Kreises Pößneck beschwerte er sich im Januar 1977 über das Verbot, seiner bisherigen Tätigkeit als Heizungsmonteur nachzugehen. Dabei erwähnte er seinen Kontakt zur Ständigen Vertretung und kündigte weitere Kontakte an. Mindestens seit diesem Zeitpunkt nahm das Ministerium für Staatssicherheit (MfS) ihn in der „Operativen Personenkontrolle“ unter Beobachtung. In seinem Umfeld werden Spitzel aktiviert. Ziel des MfS war es, Henri Weise einen ungesetzlichen Grenzübertritt nachzuweisen. Die Spitzel bestätigten seine Fluchtabsichten.
Im Mai 1977 fuhr Henri Weise zu seinem Vater nach Berlin. Dort hielt er sich einige Stunden auf und verließ die Wohnung dann unter dem Vorwand, kurze Zeit später wieder zurück zu sein. Seine Spur verlor sich zu diesem Zeitpunkt, bis Grenzsoldaten seine Leiche am 27. Juli 1977 an der Wasser-Grenzübergangsstelle Marschallbrücke in Berlin-Mitte fanden. Am 1. September 1977 wurde die Leiche eingeäschert und nach Ranis zur Bestattung überstellt.